# Daniela Ramírez
Daniela Elizabeth Ramírez Rodríguez (Maipú, Santiago, 11 de enero de 1987) es una actriz chilena de cine, teatro y televisión. Conocida por protagonizar tanto las series Los archivos del cardenal —de la cual ganó un Premio Altazor a mejor actriz de televisión— e Isabel, como las telenovelas Esperanza (2011) y Amanda (2016-2017).

## Biografía
Nació en Santiago de Chile. Es la menor de tres hermanos. A los 16 años fue madre y tuvo a Martín, su primer y único hijo hasta la fecha. Realizó sus estudios secundarios en el Colegio Centenario de Maipú y egresó de actuación en la Universidad ARCIS en 2009. En el periodo de escuela realizó el montaje “Yo no ando matando a nadie“ con la compañía Teatro Malcriado, en la cual gana el reconocimiento como mejor actriz en el festival de actuación de la Escuela de Teatro La Casa. El año 2008 participó en la Muestra de Dramaturgia Europea en la Ciudad de Concepción, con el texto “El padre” de Heiner Muller, dirigida por Cristian Torres y Francisco Albornoz. El primer semestre del 2010 es profesora colaboradora en la Universidad ARCIS en el ramo de actuación teatral.

## Carrera
Comenzó a actuar a la edad de 14 años cuando leyó un aviso en el diario donde buscaban a jóvenes desde los 15 años que quisieran participar en obras infantiles. Fue al casting y quedó, aunque siempre estuvo temerosa a que descubrieran que tenía un año menos. Finalmente, se mantuvo ahí hasta los 18 años. Ya en ese entonces pertenecía a los talleres de teatro del Colegio Centenario de Maipú, donde vivió casi toda su vida. 
Fue precisamente en su época universitaria cuando conoció a Rodrigo Suzarte, su profesor de cine y director de la serie Gen Mishima (TVN). Él la invitó a participar en algunas sinopsis de sus películas y fue ese material el que vio la producción de Los archivos del cardenal. Gracias a eso, la llamaron para que se presentara al casting.
En julio de 2011, Ramírez debutó en la red estatal TVN en la serie Los archivos del cardenal, bajo la dirección de Nicolás Acuña. Está centrada en los años de la dictadura militar, en donde es protagonista, encarnando a Laura Pedregal, una joven asistente social que trabaja en la Vicaría de la Solidaridad con el fin de luchar por la injusticia que existía en el país. 
Más tarde, en agosto de 2011 protagoniza la telenovela diurna de TVN, Esperanza, ganadora de un fondo del Consejo Nacional de Televisión y la primera telenovela chilena que se transmite en el horario de la tarde, donde interpretó a una joven peruana que llega a trabajar como empleada doméstica a una casa del barrio alto de Santiago, en donde su jefe (Álvaro Escobar) es, sin saberlo, el hombre con el que tuvo un affaire hace 11 años en su tierra natal y del cual nació un hijo del que él desconoce su existencia.
Participó en la película La jubilada dirigida por Jairo Boisier.
En octubre, Ramírez también personificó a Abigaíl Williams, la problemática protagonista de Las brujas de Salem, y con ese rol la actriz egresada de Arcis lideró el elenco compuesto por Francisco Melo, Tomás Vidiella, Paola Volpato y Jaime McManus, en la apuesta teatral de la productora Fiebre.
Con la dirección de Felipe Castro, la compañía pretende poner en escena la obra que Arthur Miller escribió en 1953 y que lo consagró con un premio Pulitzer. El montaje tendrá 21 actores en escena y es la gran apuesta de Fiebre para 2012.
Luego de haber protagonizado Esperanza, Daniela Ramírez seguiría en las telenovelas, continuando en Separados, proyecto que significó su debut en las telenovelas nocturnas de TVN.
En 2012, fue la protagonista de la cinta del director Jorge Durán (Prohibido prohibir, 2006), que lleva por nombre tentativo Romance policial, un thriller de coproducción brasileña que tiene como escenario principal San Pedro de Atacama.
En septiembre de 2012, protagonizó el video musical del cantante británico Mika, «Origin of love», que fue dirigido por el director chileno Cristián Jiménez y rodado en Santiago y Valparaíso. “Me contactó Cristián y me encantó. Es algo distinto, una especie de videoclip pero con un formato algo distinto, con una historia”, comentó. Daniela no es ajena a los videos musicales: ya había estelarizado «Trampas para oso», una canción incluida en el disco Anglia (2012), de Mowat. Con Jiménez, sin embargo, es la primera vez que comparten pantalla. “Y de Mika no había escuchado nada”, cuenta Ramírez, “pero unos amigos me dijeron que era importante. Después vi sus otros videos y me gustó su rollo con la estética”, dice sobre el cantante.
Posteriormente, fue confirmada para la segunda temporada de la serie de HBO Prófugos como el interés amoroso del personaje principal que es interpretado por Benjamín Vicuña. En 2013, Daniela Ramírez abandona TVN y negocia con Canal 13, no obstante ella pide estar ligada al canal público, pidiendo un permiso para grabar la segunda temporada de Los archivos del cardenal en TVN.
En 2016 emigra a Mega protagonizando la conmovedora telenovela diurna Amanda, la cual resultó ser un completo éxito y con el capítulo final marcando cifras de rating sin precedentes para una telenovela diurna en Chile. Allí interpretó a Amanda Solís, una mujer que regresa como enfermera a la casa de la familia Santa Cruz, para hacer justicia y como modo de venganza luego de sufrir una fuerte violación por parte de los tres hermanos. A esto se sumó otra producción que la catapultaría a la popularidad, sobretodo, en el extranjero; la serie biográfica Isabel, en donde se relata la vida de la escritora Isabel Allende y su dura lucha por la salud de su hija Paula. Por este papel y en modo homenaje, Daniela ganó un Premio Caleuche como "Mejor Actriz" en el rubro Serie o Miniserie en Chile; y un Premio Platino a nivel latinoamericano como "Mejor interpretación femenina en serie". 
En 2019, y tras el éxito de Amanda, vuelve a firmar por la productora AGTV Producciones, que esta vez, realiza producciones para Canal 13, donde protagonizó la telenovela vespertina de comedia dirigida por Vicente Sabatini, Amor a la Catalán. También actuó en la telenovela nocturna de drama policial Secretos de familia, estrenada cinco años después. 

## Controversias
La madrugada del 17 de octubre de 2012, Daniela fue detenida en la comuna de Providencia por Carabineros por conducir en estado de ebriedad. La alcoholemia a la que fue sometida arrojó que tenía 3,39 miligramos de alcohol por litro de sangre. Ella intentó además sobornar a los carabineros que la detuvieron ofreciéndoles 100 mil pesos, con el objetivo de eludir el procedimiento. Daniela fue trasladada a una comisaría, siendo posteriormente formalizada por conducir en estado de ebriedad y cohecho.
El examen de alcoholemia realizado a ella, habría arrojado una gran diferencia en comparación al alcotest que se le había realizado. La muestra de sangre arrojó 1,6 gramos de alcohol, según informó Canal 13 citando fuentes del Servicio Médico Legal (SML). Este resultado, si es efectivo, difiere del nivel 3,39 que registró el alcotest realizado después de ser sorprendida por efectivos de Carabineros la semana anterior. Este último asciende a más del doble del que arrojó el examen sanguíneo. Pese a la diferencia entre ambas muestras, 1,6 gramos de alcohol es considerado un claro estado de ebriedad tanto en la ley antigua como en la nueva ley de tránsito en Chile, por lo que Daniela pudo enfrentar duras penas en la justicia chilena de todas formas.

## Filmografía

### Cine
| Cine | Cine                                | Cine                    | Cine                     |
| Año  | Película                            | Rol                     | Director                 |
| ---- | ----------------------------------- | ----------------------- | ------------------------ |
| 2010 | La Ñoko                             |                         |                          |
| 2012 | La Jubilada                         |                         | Jairo Boisier            |
| 2014 | Romance policial                    | Florencia               | Jorge Durán              |
| 2014 | Hijo de Trauco                      | Aurelia                 | Alan Fischer             |
| 2014 | Olvidados                           | Sofía                   | Carlos Bolado            |
| 2014 | Aurora                              | Jimena                  | Rodrigo Sepúlveda        |
| 2014 | Allende en su laberinto             |                         | Miguel Littín            |
| 2015 | En la gama de los grises            | Soledad                 | Claudio Marcone          |
| 2015 | El Tila: Fragmentos de un psicópata | Periodista              | Alejandro Torres         |
| 2015 | La prima luce                       |                         | Vincenzo Marra           |
| 2016 | El botón de nácar                   |                         | Patricio Guzmán          |
| 2016 | Madre                               | Diana                   |                          |
| 2017 | Crisis                              | Ofelia                  |                          |
| 2017 | Un dia cualquiera                   | Constanza               |                          |
| 2017 | Ausencia                            | Carmen Arriagada        | Claudio Marcone          |
| 2018 | Swing                               | Camila                  |                          |
| 2018 | Enigma                              | Actriz recreación Laura | Ignacio Juricic Merillán |
| 2020 | Matar a Pinochet                    |                         | Juan Ignacio Sabatini    |
| 2020 | Detrás de la lluvia                 |                         | Valeria Sarmiento        |
| 2021 | La panelista                        | Gusmano                 | Maximiliano Gutiérrez    |

### Televisión
| Año       | Título                | Papel                           | Rol                         |
| --------- | --------------------- | ------------------------------- | --------------------------- |
| 2011-2012 | Esperanza             | Esperanza Reyes                 | Protagonista; 111 episodios |
| 2012-2013 | Separados             | Amanda Valenzuela               | Elenco principal            |
| 2013-2014 | Secretos en el jardín | Sofía Ventura                   | Protagonista; 101 episodios |
| 2015      | La Poseída            | Micaela Rojas                   | Elenco principal            |
| 2016-2017 | Amanda                | Amanda Solís / Margarita Galvez | Protagonista; 170 episodios |
| 2018-2019 | Casa de muñecos       | Alejandra Falco                 | Protagonista; 128 episodios |
| 2019-2020 | Amor a la Catalán     | Dafne Catalán                   | Protagonista; 124 episodios |
| 2021      | Demente               | Valentina Spencer               | 12 episodios                |
| 2022-2023 | La Ley de Baltazar    | Antonia Rodríguez               | Elenco principal            |
| 2023-2024 | Generación 98         | Marta Salazar                   | Protagonista; 178 episodios |
| 2024      | Secretos de familia   | Elena Valdes                    | Protagonista; 142 episodios |
| 2025-2026 | Reunión de superados  | Javiera Echeverría              | Protagonista                |

| Año       | Título                    | Papel                 | Notas                        |
| --------- | ------------------------- | --------------------- | ---------------------------- |
| 2011-2014 | Los archivos del cardenal | Laura Pedregal        | Protagonista; 23 episodios   |
| 2013      | Prófugos                  | Rocío                 | 3 episodios                  |
| 2014      | Los 80                    | Sybila                | 7 episodios                  |
| 2014      | La canción de tu vida     | Camila Lorca          | Episodio: "Un amor violento" |
| 2019      | Berko, el arte de callar  | Divina Day            | Protagonista; 4 episodios    |
| 2020      | Inés del alma mía         | Marina Ortiz de Gaete | 2 episodios                  |
| 2021      | Isabel                    | Isabel Allende        | Protagonista; 3 episodios    |

### Videos musicales
| Año  | Título              | Director               | Artista(s)         |
| ---- | ------------------- | ---------------------- | ------------------ |
| 2012 | «Trampas para oso»  | Jorge Riquelme Serrano | Mowat              |
| 2012 | «Origin of Love»    | Cristián Jiménez       | Mika               |
| 2014 | «Medusa»            | Riff Producciones      | Manuel García      |
| 2017 | «Amor de Madrugada» | Hermanos Ibarra Roa    | Villa Cariño       |
| 2022 | «Why Why Why»       | Matias Lorenzo Muñoz   | La Caravana Mágica |
| 2022 | «Me Sobrabas Tú»    | Manuel Ramirez         | La Combo Tortuga   |

## Premios y nominaciones
| Año  | Premiación      | Categoría                             | Producción                | Resultado | Ref.  |
| ---- | --------------- | ------------------------------------- | ------------------------- | --------- | ----- |
| 2012 | Altazor         | Mejor actriz de televisión            | Los Archivos del Cardenal | Ganadora  | [ 1 ] |
| 2017 | Copihue de Oro  | Mejor actriz popular                  | Amanda                    | Nominada  |       |
| 2017 | Premio FOTECH   | Los 7 mejores personajes del año      | Amanda                    | Ganadora  |       |
| 2022 | Premios Platino | Mejor Actriz en Miniserie o Teleserie | Isabel                    | Ganadora  |       |